# یواس‌اس نیلدس (دی‌دی-۶۱۶)
یواس‌اس نیلدس (دی‌دی-۶۱۶) (به انگلیسی: USS Nields (DD-616)) یک کشتی بود که طول آن ۳۴۸ فوت ۴ اینچ (۱۰۶٫۱۷ متر) بود. این کشتی در سال ۱۹۴۲ ساخته شد.